# Survivor Series (2015)
Cet article concerne l'édition 2015 du pay-per-view Survivor Series. Pour toutes les autres éditions, voir Survivor Series.
 (décembre 2015).
Si vous disposez d'ouvrages ou d'articles de référence ou si vous connaissez des sites web de qualité traitant du thème abordé ici, merci de compléter l'article en donnant les références utiles à sa vérifiabilité et en les liant à la section « Notes et références ».
L’édition 2015 des Survivor Series est un Premium Live Event de catch (lutte professionnelle) produit par la World Wrestling Entertainment, une fédéearion de catch américaine qui est télédiffusée et visible en paiement à la séance sur le WWE Network, ainsi que gratuitement sur la chaîne de télévision française AB1. L'événement a eu lieu le 22 novembre 2015 au Philips Arena à Atlanta (Géorgie). Il s'agit de la vingt-neuvième édition des Survivor Series qui fait partie avec le Royal Rumble, WrestleMania  et SummerSlam du « The Big Four » à savoir « les Quatre Grands ». L'Undertaker est la vedette de l'affiche officielle (promotionnelle) qui célèbre ses 25 ans de carrière au sein de la compagnie.

## Contexte
Les spectacles de la World Wrestling Entertainment (WWE) sont constitués de matchs aux résultats prédéterminés par les scénaristes de la WWE. Ces rencontres sont justifiées par des storylines – une rivalité avec un catcheur, la plupart du temps – ou par des qualifications survenues dans les shows de la WWE telles que Raw, SmackDown et NXT. Tous les catcheurs possèdent une gimmick, c'est-à-dire qu'ils incarnent un personnage gentil (Face) ou méchant (Heel), qui évolue au fil des rencontres. Un événement comme Survivor Series est donc un événement tournant pour les différentes storylines en cours,.

### Tournoi pour le WWE World Heavyweight Championship
Le 26 octobre à Raw, huit Superstars qui étaient victorieuses lors de Hell in a Cell ont participé à un tournoi dans des matchs simples, et les gagnants accèdent au main event de Raw dans un Fatal-4-Way match. Le vainqueur de ce match devient le challenger pour affronter Seth Rollins pour le WWE World Heavyweight Championship.
|  | Demi-finales                   | Demi-finales                                  |              |           | Finale | Finale |
|  | Demi-finales                   | Demi-finales                                  |              |           | Finale | Finale |
|  |                                |                                               |              |           |        |        |
|  |                                |                                               |              |           |        |        |
|  |                                |                                               |              |           |        |        |
|  | Roman Reigns bat Kofi Kingston | 12:43                                         |              |           |        |        |
|  | Roman Reigns bat Kofi Kingston | 12:43                                         |              |           |        |        |
|  | Kevin Owens bat Cesaro         | 10:20                                         |              |           |        |        |
|  | Kevin Owens bat Cesaro         | 10:20                                         | Roman Reigns | Vainqueur |        |        |
|  |                                |                                               | Roman Reigns | Vainqueur |        |        |
|  |                                | Kevin Owens, Alberto Del Rio et Dolph Ziggler | 15:01        |           |        |        |
|  | Alberto Del Rio bat Neville    | Kevin Owens, Alberto Del Rio et Dolph Ziggler | 15:01        | 12:03     |        |        |
|  | Alberto Del Rio bat Neville    |                                               |              | 12:03     |        |        |
|  | Dolph Ziggler bat Big E        | 13:53                                         |              |           |        |        |
|  | Dolph Ziggler bat Big E        | 13:53                                         |              |           |        |        |

Cependant le 5 novembre, il a été annoncé que Seth Rollins a subi de multiples blessures au genou dans un Live Event à Dublin, en Irlande. Le match a donc été annulé, car Rollins a été contraint de laisser son titre vacant. Un tournoi est organisé pour couronner un nouveau champion du monde poids-lourds.
Voici le tournoi :
|  | Huitièmes de finale | Huitièmes de finale |                 |           | Quarts de finale | Quarts de finale |  |  | Demi-finales | Demi-finales |  |  | Finale | Finale |
|  | Huitièmes de finale | Huitièmes de finale |                 |           | Quarts de finale | Quarts de finale |  |  | Demi-finales | Demi-finales |  |  | Finale | Finale |
|  |                     |                     |                 |           |                  |                  |  |  |              |              |  |  |        |        |
|  |                     |                     |                 |           |                  |                  |  |  |              |              |  |  |        |        |
|  |                     |                     |                 |           |                  |                  |  |  |              |              |  |  |        |        |
|  | Roman Reigns        | Vainqueur           |                 |           |                  |                  |  |  |              |              |  |  |        |        |
|  | Roman Reigns        | Vainqueur           |                 |           |                  |                  |  |  |              |              |  |  |        |        |
|  | Big Show            |                     |                 |           |                  |                  |  |  |              |              |  |  |        |        |
|  | Roman Reigns        | Vainqueur           |                 |           |                  |                  |  |  |              |              |  |  |        |        |
|  | Roman Reigns        | Vainqueur           |                 |           |                  |                  |  |  |              |              |  |  |        |        |
|  |                     | Cesaro              |                 |           |                  |                  |  |  |              |              |  |  |        |        |
|  | Cesaro              | Vainqueur           |                 |           |                  |                  |  |  |              |              |  |  |        |        |
|  | Cesaro              | Vainqueur           |                 |           |                  |                  |  |  |              |              |  |  |        |        |
|  | Sheamus             |                     |                 |           |                  |                  |  |  |              |              |  |  |        |        |
|  | Roman Reigns        | Vainqueur           |                 |           |                  |                  |  |  |              |              |  |  |        |        |
|  | Roman Reigns        | Vainqueur           |                 |           |                  |                  |  |  |              |              |  |  |        |        |
|  |                     | Alberto Del Rio     |                 |           |                  |                  |  |  |              |              |  |  |        |        |
|  | Stardust            |                     |                 |           |                  |                  |  |  |              |              |  |  |        |        |
|  |                     |                     |                 |           |                  |                  |  |  |              |              |  |  |        |        |
|  | Alberto Del Rio     | Vainqueur           |                 |           |                  |                  |  |  |              |              |  |  |        |        |
|  | Alberto Del Rio     | Vainqueur           | Alberto Del Rio | Vainqueur |                  |                  |  |  |              |              |  |  |        |        |
|  |                     |                     | Alberto Del Rio | Vainqueur |                  |                  |  |  |              |              |  |  |        |        |
|  |                     | Kalisto             |                 |           |                  |                  |  |  |              |              |  |  |        |        |
|  | Kalisto             | Vainqueur           |                 |           |                  |                  |  |  |              |              |  |  |        |        |
|  | Kalisto             | Vainqueur           |                 |           |                  |                  |  |  |              |              |  |  |        |        |
|  | Ryback              |                     |                 |           |                  |                  |  |  |              |              |  |  |        |        |
|  | Roman Reigns        | Vainqueur           |                 |           |                  |                  |  |  |              |              |  |  |        |        |
|  | Roman Reigns        | Vainqueur           |                 |           |                  |                  |  |  |              |              |  |  |        |        |
|  |                     | Dean Ambrose        |                 |           |                  |                  |  |  |              |              |  |  |        |        |
|  | Titus O'Neil        |                     |                 |           |                  |                  |  |  |              |              |  |  |        |        |
|  |                     |                     |                 |           |                  |                  |  |  |              |              |  |  |        |        |
|  | Kevin Owens         | Vainqueur           |                 |           |                  |                  |  |  |              |              |  |  |        |        |
|  | Kevin Owens         | Vainqueur           | Kevin Owens     | Vainqueur |                  |                  |  |  |              |              |  |  |        |        |
|  |                     |                     | Kevin Owens     | Vainqueur |                  |                  |  |  |              |              |  |  |        |        |
|  |                     | Neville             |                 |           |                  |                  |  |  |              |              |  |  |        |        |
|  | Neville             | Vainqueur           |                 |           |                  |                  |  |  |              |              |  |  |        |        |
|  | Neville             | Vainqueur           |                 |           |                  |                  |  |  |              |              |  |  |        |        |
|  | King Barrett        |                     |                 |           |                  |                  |  |  |              |              |  |  |        |        |
|  | Kevin Owens         |                     |                 |           |                  |                  |  |  |              |              |  |  |        |        |
|  |                     |                     |                 |           |                  |                  |  |  |              |              |  |  |        |        |
|  |                     | Dean Ambrose        | Vainqueur       |           |                  |                  |  |  |              |              |  |  |        |        |
|  | Dolph Ziggler       | Dean Ambrose        | Vainqueur       | Vainqueur |                  |                  |  |  |              |              |  |  |        |        |
|  | Dolph Ziggler       |                     |                 | Vainqueur |                  |                  |  |  |              |              |  |  |        |        |
|  | The Miz             |                     |                 |           |                  |                  |  |  |              |              |  |  |        |        |
|  | Dolph Ziggler       |                     |                 |           |                  |                  |  |  |              |              |  |  |        |        |
|  |                     |                     |                 |           |                  |                  |  |  |              |              |  |  |        |        |
|  |                     | Dean Ambrose        | Vainqueur       |           |                  |                  |  |  |              |              |  |  |        |        |
|  | Dean Ambrose        | Dean Ambrose        | Vainqueur       | Vainqueur |                  |                  |  |  |              |              |  |  |        |        |
|  | Dean Ambrose        |                     |                 | Vainqueur |                  |                  |  |  |              |              |  |  |        |        |
|  | Tyler Breeze        |                     |                 |           |                  |                  |  |  |              |              |  |  |        |        |
|  |                     |                     |                 |           |                  |                  |  |  |              |              |  |  |        |        |

## Tableau des matchs
| Ordre par numéros | Résultat | Stipulation(s)                                                                                        | Temps |
| --- | --- | --- | ----- |
| 1P | Goldust, Neville, Titus O'Neil et Dudley Boyz (Bubba Ray Dudley et D-Von Duddley) battent The Cosmic Wasteland (Stardust, Konnor et Viktor), The Miz et Bo Dallas, | Men's 5-on-5 Traditional Survivor Series Elimination Tag Team match                                   | 18:10 |
| 2 | Roman Reigns bat Alberto Del Rio (avec Zeb Colter), | Match simple - Demi-finale du tournoi pour le WWE World Heavyweight Championship vacant               | 14:05 |
| 3 | Dean Ambrose bat Kevin Owens, | Match simple - Demi-finale du tournoi pour le WWE World Heavyweight Championship vacant               | 11:20 |
| 4 | Ryback, The Lucha Dragons (Kalisto et Sin Cara) et The Usos (Jimmy et Jey) battent The New Day (Kofi Kingston, Big E et Xavier Woods), Sheamus et King Barrett,    | Men's 5-on-5 Traditional Survivor Series Elimination Tag Team match                                   | 17:33 |
| 5 | Charlotte (c) bat Paige, | Match simple pour le WWE Divas Championship                                                           | 14:18 |
| 6 | Tyler Breeze (avec Summer Rae) bat Dolph Ziggler, | Match simple                                                                                          | 06:41 |
| 7 | The Brothers of Destruction (The Undertaker et Kane) battent The Wyatt Family (Bray Wyatt et Luke Harper) (avec Braun Strowman et Erick Rowan),                    | Tag Team match                                                                                        | 10:18 |
| 8 | Roman Reigns bat Dean Ambrose, | Match simple - Finale du tournoi pour le WWE World Heavyweight Championship vacant                    | 9:02  |
| 9 | Sheamus bat Roman Reigns (c), | Match simple pour le WWE World Heavyweight Championship Encaissement de la mallette Money in the Bank | 0:37  |
| La lettre C placée entre parenthèses désigne la personne ou l’équipe championne en titre. P – indique que le match a eu lieu lors du pré-show | | |       |

### Traditional Survivor Series Elimination Tag Team Match #1
| Élimination | Catcheur                                                               | Équipe                                                                 | Éliminé par                                                            | Manière                                                                | Temps                                                                  |
| ----------- | ---------------------------------------------------------------------- | ---------------------------------------------------------------------- | ---------------------------------------------------------------------- | ---------------------------------------------------------------------- | ---------------------------------------------------------------------- |
| 1           | Viktor                                                                 | Team Stardust                                                          | Goldust                                                                | Tombé après un snap scoop powerslam                                    | 0:30                                                                   |
| 2           | Konnor                                                                 | Team Stardust                                                          | Bubba Ray                                                              | Tombé après un Uranage                                                 | 05:27                                                                  |
| 3           | Neville                                                                | Team Goldust                                                           | The Miz                                                                | Tombé après un Bo-Dog de Bo Dallas et un Skul Crushing Finale          | 08:40                                                                  |
| 4           | The Miz                                                                | Team Stardust                                                          | Goldust                                                                | Tombé après un Schoolboy                                               | 09:05                                                                  |
| 5           | Bo Dallas                                                              | Team Stardust                                                          | Titus O'Neil                                                           | Tombé après un Clash of the Titus                                      | 17:20                                                                  |
| 6           | Stardust                                                               | Team Stardust                                                          | D-Von                                                                  | Tombé après un 3D                                                      | 18:10                                                                  |
| Vainqueurs  | Team Goldust (Goldust, Titus O'Neil & Dudley Boyz (Bubba Ray et D-Von) | Team Goldust (Goldust, Titus O'Neil & Dudley Boyz (Bubba Ray et D-Von) | Team Goldust (Goldust, Titus O'Neil & Dudley Boyz (Bubba Ray et D-Von) | Team Goldust (Goldust, Titus O'Neil & Dudley Boyz (Bubba Ray et D-Von) | Team Goldust (Goldust, Titus O'Neil & Dudley Boyz (Bubba Ray et D-Von) |

### Traditional Survivor Series Elimination Tag Team Match #2
| Élimination | Catcheur                 | Équipe                        | Éliminé par              | Manière                                                                         | Temps                    |
| ----------- | ------------------------ | ----------------------------- | ------------------------ | ------------------------------------------------------------------------------- | ------------------------ |
| 1           | King Barrett             | New Day / Sheamus / Barrett   | Sin Cara                 | Tombé après un Senton bomb                                                      | 07:46                    |
| 2           | Jimmy Uso                | Ryback / Lucha Dragons / Usos | Xavier Woods             | Tombé après un Backbreaker hold, diving attack combination de Woods et Kingston | 09:22                    |
| 3           | Sin Cara                 | Ryback / Lucha Dragons / Usos | Sheamus                  | Tombé après un Brogue Kick                                                      | 10:42                    |
| 4           | Big E                    | New Day / Sheamus / Barrett   | Jey Uso                  | Tombé par un Uso Splash                                                         | 11:30                    |
| 5           | Kofi Kingston            | New Day / Sheamus / Barrett   | N/A                      | Abandonne le match après que Big E soit éliminé                                 | N/A                      |
| 6           | Xavier Woods             | New Day / Sheamus / Barrett   | N/A                      | Abandonne le match après que Big E soit éliminé                                 | N/A                      |
| 7           | Sheamus                  | New Day / Sheamus / Barrett   | Ryback                   | Tombé après un Shell Shock                                                      | 17:33                    |
| Vainqueurs  | Ryback, Kalisto, Jey Uso | Ryback, Kalisto, Jey Uso      | Ryback, Kalisto, Jey Uso | Ryback, Kalisto, Jey Uso                                                        | Ryback, Kalisto, Jey Uso |

## Menaces d'attentat
Selon Fox Sports, le FBI traiterait des menaces proférées par l'État Islamique contre l'évènement de catch de la WWE devant se tenir le dimanche 22 novembre 2015 à 19h30 à Atlanta en Géorgie.
Sur la chaîne WSB-TV d’Atlanta, le FBI a déclaré : « Le FBI a été mis au courant d’une menace visant un événement se tenant à Atlanta. Même si nous prenons toutes les menaces au sérieux, nous ne disposons pas d'informations suffisamment crédibles concernant une éventuelle attaque en ce moment.(...) Nous continuons à travailler en étroite collaboration avec nos partenaires du secteur privé afin de nous assurer de la sécurité de notre communauté. »
Selon un article de l’International Business Times, le groupe de piratage informatique Anonymous a déclaré que « le groupe État islamique prévoit un assaut à l'événement WWE Survivor Series 2015 qui aura lieu au Philips Arena à Atlanta dimanche à 19h30. »
Malgré les menaces, la WWE a affirmé que l'évènement prendrait place comme prévu à la date annoncée. Ces menaces sont proférées une semaine seulement après les attentats de Paris qui ont fait au moins 130 morts et des centaines de blessés. Triple H, chef officiel des opérations ainsi que vice-président exécutif des talents, a affirmé que les mesures de sécurité seraient renforcées, en collaboration avec les forces de l'ordre, afin de se préparer à toute éventualité.